# جهش‌یافته (فیلم)
جهش‌یافته (انگلیسی: Mutant) فیلمی در ژانر ترسناک، علمی–تخیلی، و اکشن است که در سال ۱۹۸۴ منتشر شد. از بازیگران آن می‌توان به وینگز هاوزر، بو هاپکینز و لی مونتگومری اشاره کرد.